# Dekanat Wrocław północ II (Sępolno)
Dekanat Wrocław Północ II (Sępolno) – jeden z 33 dekanatów w rzymskokatolickiej archidiecezji wrocławskiej.
W skład dekanatu wchodzi 7 parafii:
- Parafia Niepokalanego Poczęcia Najświętszej Maryi Panny → Chrząstawa Wielka
- Parafia św. Małgorzaty → Gajków
- Parafia Miłosierdzia Bożego → Kamieniec Wrocławski
- Parafia św. Faustyny → Wrocław-Biskupin
- Parafia Najświętszej Maryi Panny Matki Pocieszenia → Wrocław-Dąbie
- Parafia Świętej Rodziny → Wrocław-Sępolno
- Parafia Najświętszej Maryi Panny Bolesnej → Wrocław-Strachocin